# Nam Sung-yong
Nam Sung-yong (hangul 남승룡, hancha 南昇龍, 23 listopada 1912 w Suncheonie, zm. 20 lutego 2001 w Seulu) – koreański lekkoatleta maratończyk, medalista olimpijski z Berlina w barwach Japonii.

## Kariera
Między 1933 a 1936 przebiegł 4 biegi maratońskie w Tokio, zawsze plasując się w pierwszej piątce.
Na igrzyskach olimpijskich w 1936 w Berlinie startował w reprezentacji Japonii, ponieważ Korea od 1910 była zajęta przez to państwo. Nam Sung-yong wystąpił pod nazwiskiem Nan Shōryū (jap. 南昇竜), które było zjaponizowaną wersją koreańskiego nazwiska. Zdobył w tym biegu brązowy medal, za swym rodakiem Sohn Kee-chungiem, który występował jako Son Kitei i Brytyjczykiem Erniem Harperem. Ustanowił wówczas swój rekord życiowy – 2:31:42,0.
W 1947 Nam zajął 10. miejsce w Maratonie Bostońskim.